# Протесты 18 февраля 1978 года в Тебризе
Акции протеста 18 февраля 1978 года в Тебризе (перс. تظاهرات ۲ بهمن تبریز Тазахорат-э доввом-э бахман-э Табриз), также известны как Восстание в Тебризе (перс. قیام مردم تبریز, Гиям-э мардом-э Табриз) — события в Тебризе (Иран), в ходе которых протестующие захватили большую часть города. Только спустя семь часов после начала демонстрации силам правительства удалось вернуть контроль над городом.
По данным САВАК, во время акций протеста был арестован 581 человек, 9 убито, 118 ранено; сожжено 3 танка, 2 кинотеатра, отель, дворец молодежи, а также несколько частных автомобилей. Несколько дней спустя число убитых в Тебризе достигло 13.
Впервые после событий 5-6 июня 1963 года (восстание 15 хордада — перс. قیام پانزده خرداد — Гиям-э пунздэ-йэ хордад) армия приняла участие в разгоне демонстрантов, чтобы вернуть контроль правительства над ситуацией. Именно на этой демонстрации впервые прозвучал лозунг «Смерть шаху» (перс. مرگ بر شاه, Маргь бар щах). Спустя 40 дней — 30 марта акции протеста также прокатились по Исфахану, Ширазу, Йезду, Джехрому и Ахвазу. Они были посвящены 40 дням с момента массовых убийств в Тебризе. Восстание в Тебризе привлекло внимание иностранных СМИ к революционным волнениям в Иране.

## Причины
7 января 1978 года в газете «Известия» (перс. اطلاعات, Этэлаат) была опубликована статья под заголовком «Иран и красно-черная колонизация», в которой будущий высший руководитель Ирана аятолла Рухолла Хомейни был объявлен иностранным агентом и обвинён в том, что действует в интересах иностранных государств, а не в интересах Ирана. Статья вызвала острую реакцию иранских духовников, и на следующий день, 8 января, спровоцировала акции протеста в Куме. Во время акций протеста несколько протестующих были убиты правительственными силами.
Спустя 40 дней, 18 февраля, начались акции протеста в Тебризе — в память о жертвах восстания в Куме.

## Реакция правительства

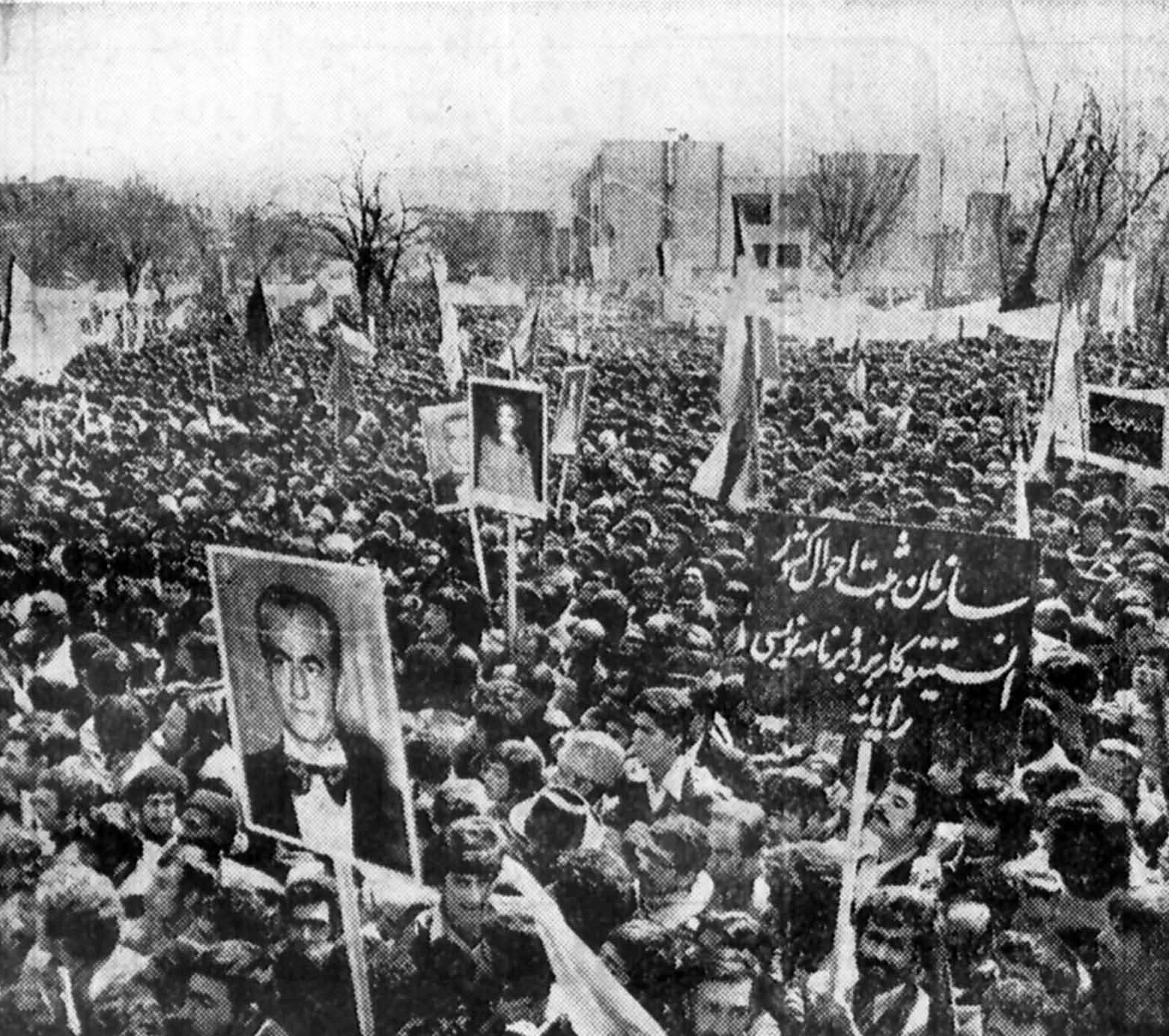
Демонстрация в поддержку шаха, организованная партией «Растахиз« в Тебризе в марте-апреле 1978 года.

После демонстрации глава тюрьмы Тебриза был освобожден от занимаемой должности и направлен в Тегеран. Мэр Тебриза также был уволен. Аятолла Хомейни опубликовал письмо, адресованное демонстрантам из Тебриза.
Протесты в Тебризе спровоцировали волнения в других городах Ирана. Волна протестов привлекла внимание иностранных средств массовой информации. С поступлением информации об убийствах в Тебризе, аятолла Хомейни опубликовал еще одно письмо, в котором было сказано: «Бессердечные убийства в Куме сподвигли жителей Тебриза на восстание против тирании. А резня, устроенная в Тебризе, шокировала иранцев и мировое сообщество. Иранская нация стоит на пороге взрыва, который дан нам самим Всемогущим Аллахом».
После демонстраций в Тебризе депутат Национального совета Халако Рамид заявил: «Неизвестно, когда и откуда демонстранты въезжают в Иран». На следующий день он же заявил: «Коммунисты, которые организовали акции протеста в Тебризе, уже известны». Махмуд Джафариан на съезде «Растахиз» в Тебризе заявил: «Мятежники, поднявшие это восстание, не из Тебриза».
2 марта 1978 года посол США в Тегеране Уильям Салливан, выступая в Сан-Франциско, пожаловался на «отсутствие у иранцев желания обрести социальную свободу», а также сказал, что «недавние события в Тебризе были вызваны ситуацией с гражданскими правами и свободами в Иране. Тем не менее, из-за невмешательства правительства демонстрантам удалось нанести существенный ущерб существующей власти».
Из-за неспособности сил правопорядка (армии, полиции, САВАК) своевременно подавить массовые протесты в Тебризе, шах провёл чистку своих сил безопасности.
Тебризское восстание привело к масштабным изменениям в правящей системе. Первые крупные изменения на высших управленческих уровнях произошли сразу после формирования "Совета по расследованию несчастных случаев в Тебризе". По приказу шаха в Тебриз была направлена следственная группа высшего уровня, главой которого был назначен генерал Джафар Шафакат.